# FC Tirol Innsbruck
FC Tirol Innsbruck, kort FC Tirol, var en fotbollsklubb i Innsbruck i Österrike, grundad 1993 och upplöst 2002.

## Historia
Klubben tog 1993 över den tidigare klubben Wacker Innsbrucks plats i österrikiska Bundesliga. Detta var andra gången som Wacker Innsbruck förlorade sin plats i Bundesliga; samma sak hände 1986, då till Swarovski Tirol.
Klubben, som från början hette Innsbruck Tirol och senare fick det sponsrade namnet Tirol Milch Innsbruck, blev österrikiska mästare tre gånger, alla tre gånger i följd – 1999/00, 2000/01 och 2001/02. Efter den sista mästartiteln gick klubben dock i konkurs.
En efterträdare utan direkta kopplingar till klubben bildades samma år under namnet Wacker Tirol (sedan 2007 heter även den klubben Wacker Innsbruck).

## Meriter
- Österrikiska mästare (3): 1999/00, 2000/01 och 2001/02

## Tränare

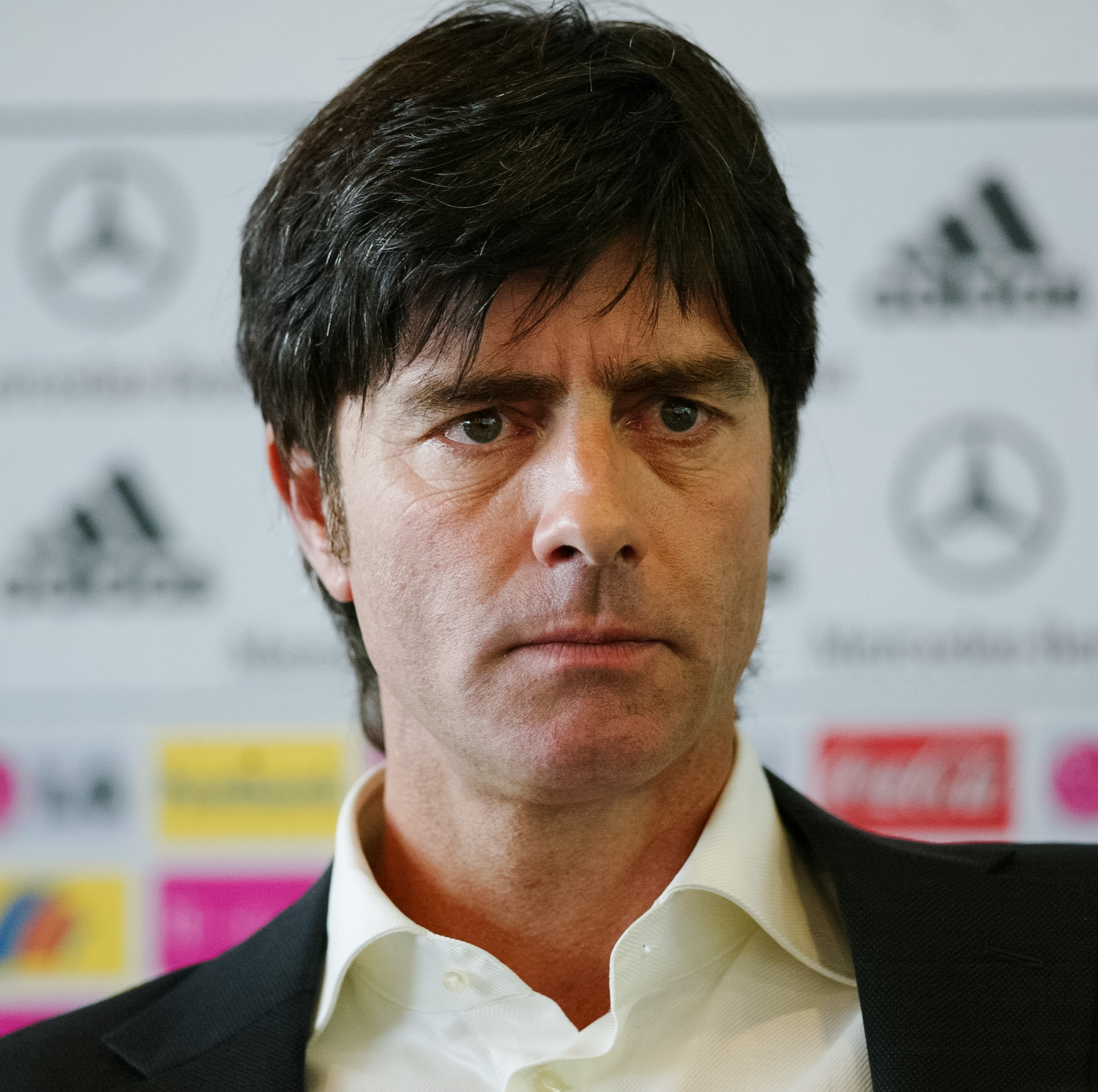
Joachim Löw var klubbens sista tränare.

- 1993–1994:  Horst Köppel
- 1994:  Wolfgang Schwarz (tf.)
- 1994–1995:  Hans Krankl
- 1995–1997:  Dietmar Constantini
- 1997:  Heinz Peischl (tf.)
- 1997–1998:  František Cipro
- 1999–2001:  Kurt Jara
- 2001:  Heinz Binder (tf.)
- 2001–2002:  Joachim Löw